# 颠倒狸藻
颠倒狸藻（學名：Utricularia resupinata），又称淡紫狸藻，东北狸藻，為狸藻屬多年生小型半贴水生食虫植物。其种加词“resupinata”来源于拉丁文“resupinus”，意为“颠倒、向上翻转”，指其颠倒的花朵。颠倒狸藻为加拿大东部、美国及中美洲的特有種。分布于北部的种群仅在水位较低且气温高于平均气温时才会开花。

## 外部連結
- 食虫植物照片搜寻引擎中颠倒狸藻的照片 （页面存档备份，存于）

 维基共享资源上的相關多媒體資源：颠倒狸藻
 維基物種上的相關：颠倒狸藻